# مارغريت شاربنتييه
مارغريت شاربنتييه (بالفرنسية: Marguerite Charpentier)‏ هي صاحبة صالون أدبي ورسامة فرنسية، ولدت في 1 مارس 1848 في باريس في فرنسا، وتوفي بنفس المكان في 30 نوفمبر 1904.